# Nandasmo
Nandasmo est une municipalité nicaraguayenne du département de Masaya au Nicaragua.